# 인도네시아의 HIV/AIDS
UNAIDS는 인도네시아는 후천면역결핍증후군이 가장 빠르고 많이 전염되는 지역이라고 언급했다. 또한 2010년까지 500만명 이상이 후천면역결핍증후군에 감염 될 것이라고 말했다. 2007년 인도네시아는 유병률로 세계 99위를 차지했지만 질병의 증상에 대한 낮은 이해와 그에 따른 높은 사회적 낙인 때문에 실제로 후천면역결핍증후군 환자의 5-10%만이 진단 및 치료를 받는다. 2019년에 실시된 인구 조사에 따르면 인도네시아에서 640,443명이 HIV에 감염되어 살고 있는 것과 성인 유병률이 0.4%인 것이 집계되었다.